# Costos laborales unitarios
Los costos laborales unitarios indican cuántos costes salariales son necesarios para cada unidad producida. Por esto sirven como indicador económico tanto por macroeconomía como la microeconomía que permite sacar conclusiones sobre la competitividad de un empleado o grupo de trabajadores. Los costes laborales unitarios están relacionados con la productividad, que mide la competitividad de todos los factores de producción en una empresa, un sector o región.

## Costos laborales unitarios como indicador de la macroeconomía
En la contabilidad de la economía nacional, los costos laborales unitarios se calculan como la relación entre la remuneración de los empleados y la productividad del trabajo (PT). Es frecuente que se confundan costes laborales unitarios y costes laborales nominales unitarios, así que haremos aquí una distinción clara. Si se utiliza la productividad nominal (productividad a precios corrientes), entonces se obtienen los costos laborales unitarios que deben dar información sobre la parte de la productividad del trabajo que el capitalista debe destinar a cubrir el coste de la mano de obra. Es, pues, una medida de rentabilidad empresarial. En contraste, si se utiliza la Productividad real(productividad a precios de un año base determinado), se obtienen los costos laborales nominales unitarios. Este indicador muestra la presión ejercida por los costes salariales en el nivel de precios. Al mismo tiempo, los costos laborales unitarios reales miden la aportación de la remuneración de los asalariados en el PIB (cuota salarial).
A veces se dice que costes salariales elevados se equipararían con la falta de competitividad de la economía, pero en los países industrializados, los altos costos laborales están asociados con una alta productividad, por lo que los costes laborales unitarios son también bajos.

## Relación con la productividad
Los elevados costes salariales no son un obstáculo para la productividad si el costo por unidad de producción sigue siendo bajo debido a la alta productividad del trabajo.
Si el salario promedio por habitante aumenta con menos fuerza que la productividad del trabajo per cápita, los costes laborales unitarios disminuyen. A la inversa, si el salario medio por cabeza aumenta con más fuerza que la productividad per cápita, los costos laborales unitarios aumentan también.
- Datos: Q1573861